# شوق (مسلسل أردني)
شوق مسلسل أردني، عُرض للمرة الأولى في 27 مايو (أيار) 2017.

## بطولة
| - مارغو حداد - رشيد ملحس - ياسر المصري - عاكف نجم - محمد المجالي - محمد الإبراهيمي - هشام حمادة - خالد نجم - أمل دباس: الغزية - ضيفة شرف | - إيمان ياسين: حنين - غريس قبيلي: المها - سميرة الأسير: شيخة - صوفيا الأسير: أصايل - سهير فهد: أم راشد - شاكر جابر: فراج - تحسين خوالده: فياض - أحمد سرور:فرسان - عدي حجازي: جخديم | - عمر حلمي: متعب - هاني الخالدي: عناد - يزن الشمايلة: حابس - خالد الغانم: سويلم - رنا الأسير - تالين يغمور - ليان يغمور - تمام كلبونة |

## فريق العمل
| - مؤلف:محمد البطوش - أشعار عبد الرحمن الشمري+ - ديكور: عادل عوني+ - مدير الأضاءة والتصوير: علي المحارمة+ - مصور: غازي الخزوز+ - مصمم مكياج: محمد الجبوري+ - ماكييرة: زينة مصلح+ | - مهندس الصوت:صالح شاهين - مصمم ملابس: بيسان رضوان+ - مشرف الديكور:فايز الدعسان+ - مشرف إكسسوار:محمد البرماوي+ - تم التصوير الداخلي:استديوهات أبو ظبي 2454+ - مكساج وتصميم الصوت:سائد الهشيم - مديرة مشروع: دينا الشيخ سعيد+ | - FILM .TV SERVICES ENGINEERS:ربيع فران - ماري نجيب - لامين جاهاتي - علي حلمي - كانديده واقينو - عثمان حليب+ - مدير الخدمات الحكومية : محمد علي+ - مدير خدمة العملاء: شيخة العلي+ - مسئولين خدمة العملاء: هدى العوضي - حسين الحوسني - أحمد الزعابي - نورة المهري+ - خدمات المونتاج والمكساج: استديوهات أبو ظبي 2454+ | - شكر خاص: زايد البداد - زيد وليد المصري - مخرج:محمد لطفي - مخرج منفذ:خليل شحاده - منتج:أي سي ميديا برودكشن - منتج فني:الهادي قرنيط - موزع:أي سي ميديا برودكشن |

## وصلات خارجية
- شوق على موقع قاعدة بيانات الأفلام العربية